# Die Töchter des Edward Darley Boit

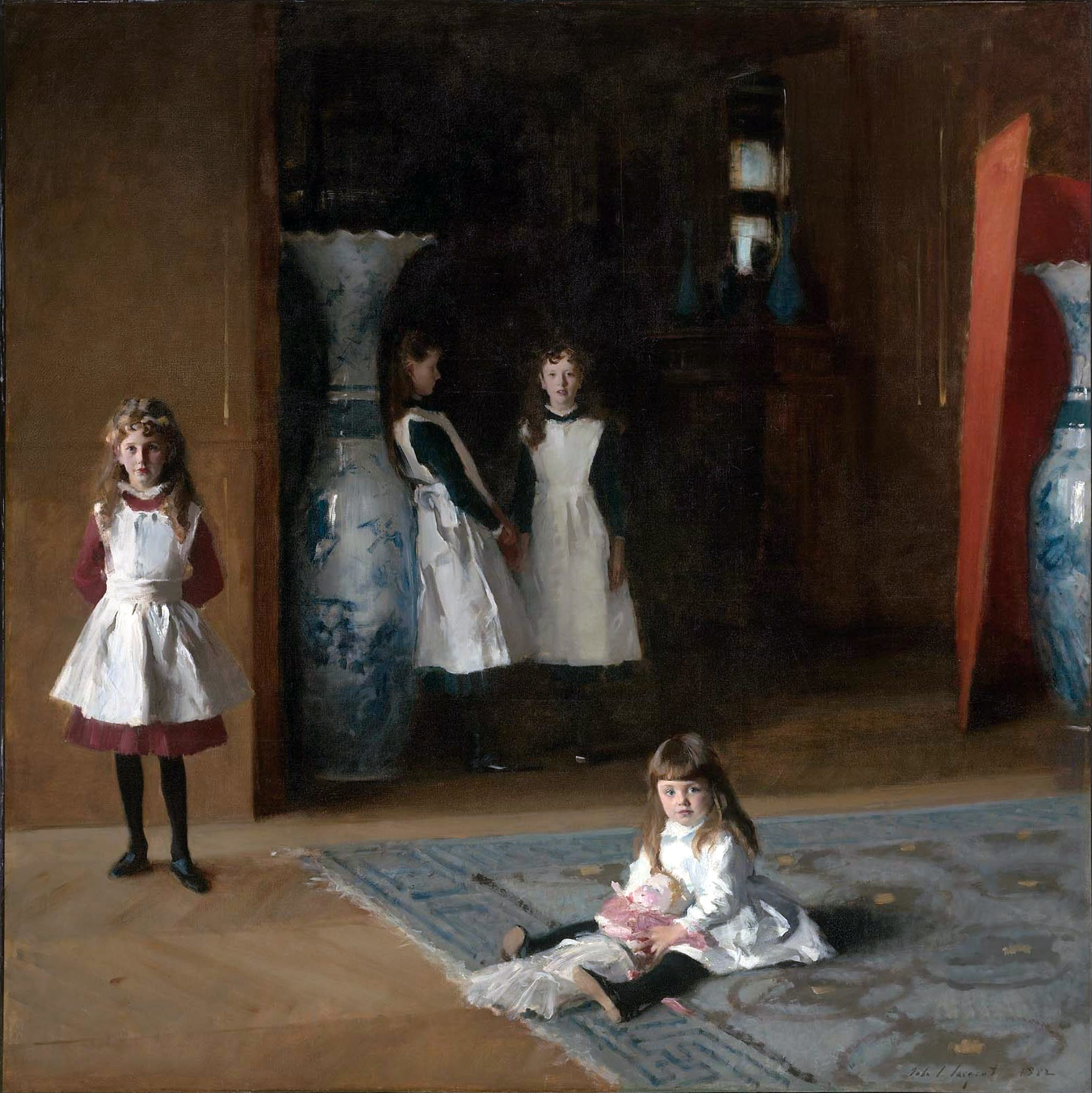
Die Töchter des Edward Darley Boit
John Singer Sargent, 1882
221,9 × 222,6 cm
Öl auf Leinwand
Museum of Fine Arts, Boston

Die Töchter des Edward Darley Boit (englisch The Daughters of Edward Darley Boit) ist ein Gemälde von John Singer Sargent aus dem Jahr 1882. Das in Öl auf Leinwand ausgeführte Bild hat eine Höhe von 221,9 cm und eine Breite von 222,6 cm. Dargestellt sind die vier Töchter eines mit Sargent befreundeten Ehepaars in einem Innenraum ihres Pariser Hauses. Das Bild ist eines der Hauptwerke des Künstlers und zeigt deutliche Parallelen zu dem Gemälde Las Meninas  von Diego Velázquez, das Sargent wenige Jahre zuvor in Madrid kopiert hatte.  Im Salon de Paris des Jahres 1883 gab es sowohl positive, als auch negative Kritiken für das Bild. Es gehört zur Sammlung des Museum of Fine Arts, Boston.

## Bildbeschreibung
Das 221,9 cm × 222,6 cm große, in Öl auf Leinwand gemalte Bild zeigt die vier Töchter von Edward Darley Boit und seiner Frau. Zu sehen sind von links nach rechts die achtjährige Mary Louisa, die vierzehnjährige Florence, die zwölfjährige Jane und vorn sitzend die vierjährige Julia. Sargent hat die Mädchen in der Eingangshalle eines Pariser Hauses platziert. Den Vordergrund des Bildes nimmt der Fußboden der Halle ein. Während links Parkett zu sehen ist, liegt rechts ein grauer Teppich mit bräunlichen Ornamenten in der Mitte und bläulichem Mäandermuster an den Rändern. Unten rechts befindet sich im Bereich des Teppichs die Signatur von Sargent und die Jahreszahl 1882. Der Teppich ist vom unteren und seitlichen Bildrand angeschnitten. Der Übergang vom Teppich zum Parkett ist als diagonale Linie angelegt.
Auf dem Teppich sitzt das jüngste Kind Julia. Sie trägt ein bis zu den Knien reichendes weißes Kleid mit schwarzen Strümpfen. Zwischen ihren ausgestreckten Beinen liegt eine Puppe, die sie mit ihren Händen festhält. Julia hat glattes blondes Haar, das vorn zu einer Ponyfrisur geschnitten ist und an den Seiten und hinten bis auf ihr Kleid fällt. Ihr Blick geht mit weit geöffneten Augen nach vorn. Am linken Bildrand steht die Tochter Mary Louisa, die denselben Vornamen wie ihre Mutter trägt. Sie steht mit auf dem Rücken verschränkten Händen dicht vor einer bräunlichen Wand und ist in Frontalansicht wiedergegeben. Sie trägt ein knielanges rotes Kleid, über dem eine weiße Schürze gebunden ist. Auch sie hat blondes Haar, das bis über die Schultern nach vorn fällt. Es ist etwas lockiger als das Haar ihrer Schwester Julia. Mary Louisa blickt ebenfalls nach vorn.
Hinter dem Teppich öffnet sich der Raum in einen dunklen Bereich, der durch zwei hohe japanische Vasen flankiert wird, wobei die rechte Vase vom Bildrand abgeschnitten wird. Diese Vasen – gehalten in Weiß mit blauem Dekor – überragen alle Kinder, auch die beiden ältesten Mädchen, die in der Bildmitte neben der linken Vase stehen. Die beiden Töchter Florence und Jane tragen schwarze Kleider mit übergebundener weißer Schürze. Auch diese Kleider sind knielang und auch sie tragen schwarze Strümpfe. Während Jane ebenfalls in Frontalansicht gemalt ist, nach vorn blickt und dabei ihre Arme seitlich herunterhängen lässt, ist die Schwester Florence in Seitansicht porträtiert. Sie hat sich mit dem Rücken an die Vase gelehnt, und ihr Blick scheint nach unten zu gehen. Jane und Florence stehen am Übergang vom hellen Vordergrund zum dunklen Hintergrund. Während das Licht noch auf das Gesicht von Jane fällt, liegt das Gesicht von Florence bereits im Schatten. Das Haar der beiden Mädchen ist dunkel und die Konturen sind vor dem fast schwarzen Hintergrund kaum zu erkennen. Hinter der rechten Vase befindet sich ein roter Wandschirm, der ebenfalls vom rechten Bildrand angeschnittenen ist. Im dunklen Hintergrund hängt an einer unbestimmten Wand ein Spiegel, der das Licht eines Fensters reflektiert, das sich hinter dem Bildbetrachter befinden muss. Lichtreflexe dieses Fensters finden sich zudem auf den beiden Vasen.
Sargent hat die vier Mädchen nicht beim Spiel miteinander porträtiert. Auch wenn das jüngste Kind eine Puppe in den Händen hält, bleibt unklar, was diese Mädchen an diesem Ort tun. Die großen leeren Flächen des Bildvordergrundes wirken befremdlich. Die Eingangshalle bildet den Übergang von der Außenwelt zur privaten Welt des Hauses, aber sie ist üblicherweise nicht der Ort, an dem sich Kinder länger aufhalten. Die Aufmachung der älteren Mädchen mit den Schürzen lässt offen, ob es sich um eine Schuluniform oder Freizeitkleidung handelt. Die vier Geschwister agieren nicht miteinander, sondern verharren wie die dekorativen Vasen starr an ihrer Position. Ungewöhnlich für ein Auftragsporträt ist zudem die Darstellung der ältesten Tochter Florence. Fast im dunklen Hintergrund eingetaucht, ist ihr Gesicht kaum zu erkennen.

## Zur Entstehung des Gemäldes

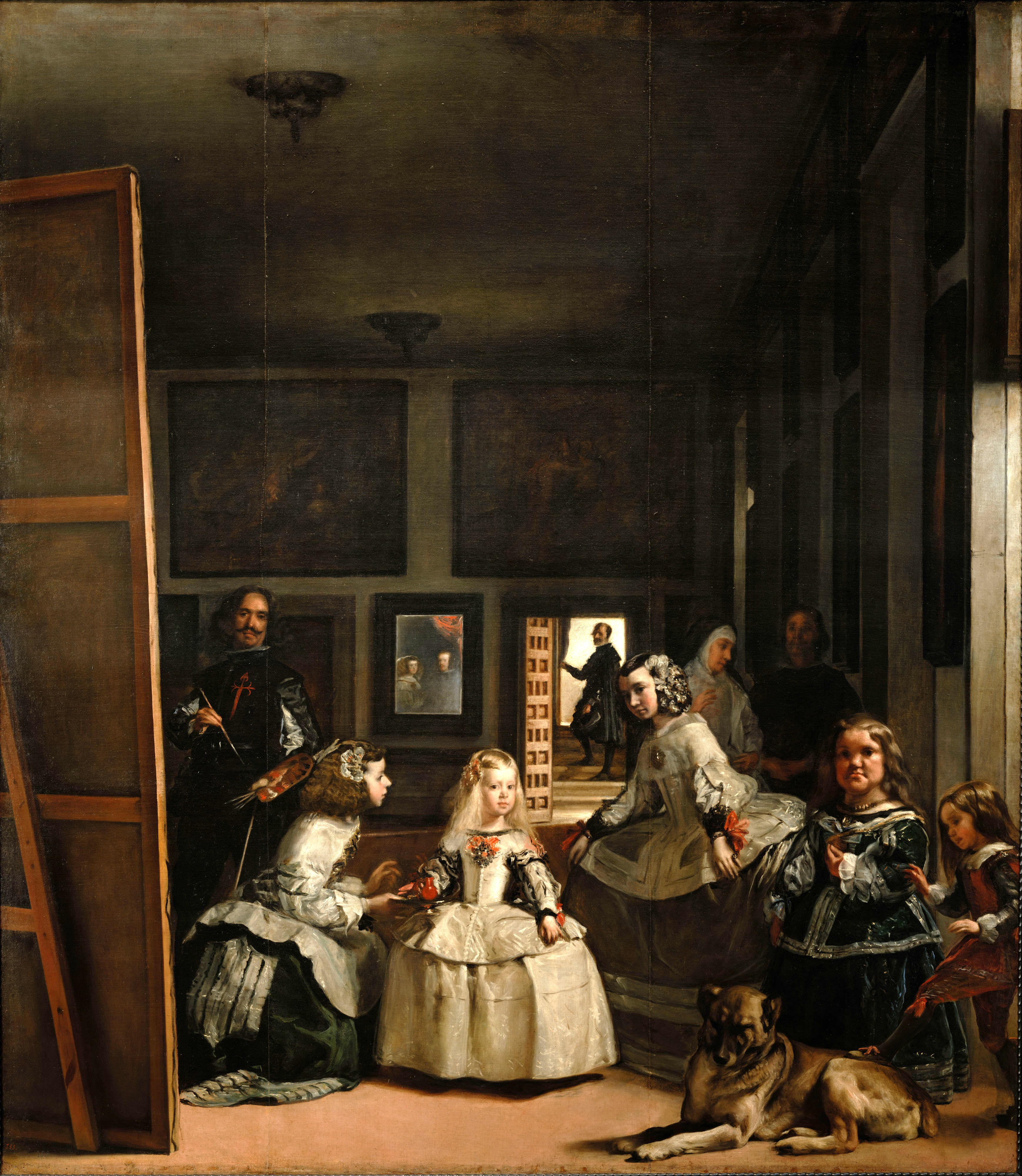
Diego Velázquez: Las Meninas

John Singer Sargent, Sohn amerikanischer Eltern, lebte die meiste Zeit in Europa. Das Gruppenbildnis der Boit-Töchter entstand im Herbst 1882, als er in Paris wohnte. Sargent verkehrte wie die Eltern der dargestellten Kinder in einem Freundeskreis, zu dem zahlreiche in Europa lebende Amerikaner gehörten, darunter auch der Schriftsteller Henry James. Edward Darley Boit stammte aus Boston und war ursprünglich Rechtsanwalt. Seine Frau Mary Louisa Cushing Boit hatte ein beträchtliches Vermögen geerbt, das aus dem China-Handel stammte. Dieser Reichtum erlaubte es der Familie, im Ausland zu leben. Sie hatten Paris erstmals 1867 besucht und waren von der Stadt begeistert. Nachdem sie einige Zeit in Rom gelebt und mehrere Sommer in der Normandie und der Bretagne verbracht hatten, ließen sie sich 1878 endgültig in Paris nieder, wo Edward Darley Boit als Landschaftsmaler zu arbeiten begann. Die Familie wohnte in einem eleganten Haus in der Avenue de Friedland Nr. 32, dessen Eingangshalle als Kulisse für das Gemälde Die Töchter des Edward Darley Boit diente.
Die genauen Umstände zur Auftragserteilung an Sargent sind nicht bekannt. Vermutlich hatten die Boits zunächst an ein konventionelles Porträt ihrer Kinder gedacht. Sargent konnte die Auftraggeber aber davon überzeugen, ein eher ungewöhnliches Werk zu malen, das die beiden Sujets Gruppenporträt und Interieurbild vereint. Möglicherweise kannten die Boits das Gemälde Las Meninas von Velázquez, das als Vorbild für das Porträt der Boit-Mädchen diente. Sargent hatte 1879 das Museo del Prado in Madrid besucht und mehrere Werke von Velázquez kopiert, darunter auch Las Meninas. Die Parallelen zwischen den beiden Bildern sind augenscheinlich. Das Bild von Velázquez ist mit 318 cm × 276 cm ebenfalls ein monumentales Gemälde, das im Zentrum eine Gruppe von Mädchen zeigt. Auch Farbauswahl und Beleuchtung sind in beiden Gemälden ähnlich, und das Detail eines Spiegels an der dunklen Rückwand findet sich ebenfalls in beiden Bildern. Darüber hinaus hat Sargent aber auch bei anderen Bildern von Velázquez Anleihen genommen. So erinnert die Körperhaltung der im Vordergrund sitzenden Julia Boit an die Bilder, die Velázquez von den Hofzwergen Sebastián de Morra und Don Diego de Acedo schuf.
Das Gemälde wurde erstmals im Dezember 1882 in einer Ausstellung in der Galerie von Georges Petit gezeigt. Der Bildtitel lautete zunächst Portrait d’enfants (Kinderporträt), und die ersten Kritiken waren positiv. Daraufhin wurde das Bild im Frühjahr 1883 im jährlichen Salon de Paris ausgestellt. Hier waren die Kritiken sehr unterschiedlich und reichten von dem befreundeten Henry James, der die Darstellung der Kinder „reizend“ fand, bis zu einem namentlich nicht bekannten Kritiker, der das Bild mit „Vier Ecken und eine Leere“ beschrieb. Für den amerikanischen Kunstkritiker William Crary Brownell sah in dem Gemälde Die Töchter des Edward Darley Boit Sargent als den zum Leben erweckten Velázquez.
Nach dem Tod ihrer Eltern schenkten die vier dargestellten Boit-Schwestern das Gemälde dem Museum of Fine Arts in Boston.